# 杉内雅男
杉内 雅男（すぎうち まさお、大正9年（1920年）10月20日 - 平成29年（2017年）11月21日）は、囲碁棋士。宮崎県出身、日本棋院所属、井上一郎五段門下。主な実績はタイトル獲得2回（日本棋院早碁名人戦優勝、囲碁選手権戦優勝）、本因坊挑戦2回など。常に囲碁一筋であることから「囲碁の神様」と呼ばれた。夫人は杉内寿子八段。
昭和12年（1937年）に入段してから平成29年（2017年）に死去するまでの現役棋士生活は80年を超え、97歳の最年長現役棋士（当時）として最終対局を打ったのは死去の19日前であった。90歳を超えても打ち分けに近い年間成績を維持し、死去した2017年にも2勝を挙げるなど、その実力は最後まで健在であった。

## 経歴
宮崎県都城市に6人兄弟の次男として生まれる。小学4、5年頃に父や叔父の見よう見まねで囲碁を覚え、地元の囲碁大会で活躍して神童と言われる。1933年に小学校を卒業すると、瀬越憲作に入門を依頼し、瀬越門下の井上一郎四段(当時)の内弟子として、日本棋院院生となる。1937年に入段。この頃、研究機関「青年研究会」に参加。1941年に教育召集で秋期大手合を休場。
1944年1月に召集されて北支に出征し、1946年12月に復員して囲碁界に復帰。青年棋士の研究機関「敲玉会」「黎明会」に参加。1947年、「囲碁研究」誌の若手トーナメントに優勝。1949年に呉清源・新鋭挑戦碁の三番碁に出場し、先二先の手合ながら黒番4目勝ちを収める。1950年の日本棋院と関西棋院による東西対抗戦では、鯛中新六段に敗れる。この頃の囲碁一筋の生活から「囲碁の神様」の渾名がついた。
1953年から院生師範を務める。遅刻・対局態度などに厳格な姿勢で臨んで院生たちから恐れられたが、多くの優れた棋士を送り出した。1954年に、敲玉会のメンバーだった女流棋士の本田寿子五段(当時)と結婚、戦後初の棋士同士の夫婦となり、夫婦合わせて十二段とも言われた。同年七段時に本因坊戦リーグで優勝して高川秀格本因坊への挑戦者となり、前田陳爾が「いわゆる力というものは杉内さんの方が強い」と評するなど下馬評では五分五分と言われたが2勝4敗で敗れる。高川は後に、この時が本因坊9連覇中の最大の危機と述べた。
1955年、呉清源との呉対新鋭八段戦の三番碁を打ち、1勝2敗となった。同年、第1期最高位戦リーグで、6勝2敗で坂田栄男と同率となるが、前年度順位により坂田が最高位となる。1959年の最高位戦リーグで九段に昇段。
1958年の本因坊戦リーグでは、木谷実、坂田栄男、杉内の3人が5勝2敗となり、同率決戦のトーナメントのくじ引きで不戦勝を引き当て、木谷に勝った坂田を破って挑戦者となった。高川秀格との挑戦手合も予想は五分五分と言われたが、再度2勝4敗で敗れる。1959年の日本棋院早碁名人戦で宮下秀洋早碁名人に挑戦して2勝1敗で勝ち、初タイトル獲得。関西棋院早碁名人戦優勝者の鯛中新との電報碁にも勝つ。翌年は藤沢朋斎に1勝2敗で敗れる。
1963年に囲碁選手権戦の決勝三番勝負で、院生師範時代の教え子である当時20歳の林海峰を2勝1敗で破って2つめのタイトル獲得。
1985年、65歳で第40期本因坊リーグ入り。
2004年、公式戦通算800勝を史上最年長（84歳）で達成。
2017年11月21日、現役棋士のまま、肺炎により東京都内の病院で死去。97歳没。11月2日の対・小山栄美戦が絶局となった。
生涯成績は883勝677敗、12ジゴ、2無勝負。勝率.566。

### タイトル歴
- 早碁名人戦 1959年
- 囲碁選手権 1963年

### その他の棋歴
- 本因坊戦 挑戦者 1954年、1958年
- 日本棋院選手権 挑戦者 1955年、1956年
- 最高位決定戦 準優勝 1955年
- 天元戦 準優勝 1976年
- NHK杯 準優勝 1982年
- 名人戦リーグ5期、本因坊戦リーグ7期

### 功績
1972年から1978年まで日本棋院常務理事を務める。特に1974年から1975年の名人戦騒動では渉外理事として、名人戦の読売新聞から朝日新聞への移管と、読売新聞での棋聖戦創設を主導した。1978年から1984年まで副理事長、1984年から1986年には政務理事、1980年には大手合改正委員会委員長を務める。1992年、勲四等旭日小綬章受章。2004年、大倉喜七郎賞受賞。

## 人物等
- 古碁の研究でも知られ、特に本因坊秀和の碁を好んだ。
- 1954年の大手合の前田陳爾戦で八段昇段したが、この時には昇段点に達していたのに気付かず、次の岩本薫戦で白番ジゴとした時に計算して気付いた。
- 対局中に沈黙を保つことで知られ、1954年の本因坊戦の第5局では、二日間の内「電燈をつけてください」と言ったのが唯一の言葉だった。ただし検討ではよく喋ったという。
- 趣味はクラシック音楽鑑賞と読書で、特にマリア・カラスのファン。

## 最年長棋士として
- 2009年に関西棋院所属の窪内秀知が引退してから、日本における現役最年長棋士であった。杉内の死去により、夫人の杉内寿子（1927年生まれ）が日本における現役最年長棋士となった[3]。寿子も長命で、夫の持っていた最年長現役棋士記録を2024年に更新している。
- 日本での最年長公式戦勝利記録（96歳10か月）を保持する（2017年8月24日、対・古庄勝子戦）[3]。
- プロ棋士の名に恥じない棋力を生涯にわたって維持し、90歳を超えてからも、毎年5勝から8勝の勝ち星（打ち分けに近い成績[2]）を挙げ続けた[3]。死去した2017年にも2勝していた[2]。
- 健康面でも衰えを見せず、同じく90歳を超えてからも、日本棋院本院の6階にある対局室に、1階から階段で昇る体力を維持していた（2014年2月、杉内が93歳時の報道による）[7]。
- 1800年代生まれの棋士（瀬越憲作など）、1900年代生まれの棋士（多数）、そして2000年代生まれの棋士（大西竜平）との対戦経験を持つ（将棋棋士では加藤一二三が同様の経験を持つ）。

## 著作
- 『秀和 (日本囲碁大系14巻)』筑摩書房 1975年（主著者小堀啓爾、解説杉内）
- 『杉内雅男 (現代囲碁大系24巻)』講談社 1981年
- 『あなたならどう打つ（ゴ・スーパーブックス45）』日本棋院　1975年